# 24: Redemption
(Tagline del film TV)
24: Redemption è un film per la televisione del 2008 diretto da Jon Cassar. È tratto dalla serie televisiva 24.
Il film TV si colloca temporalmente tra la sesta e la settima stagione della serie, ed è narrato in tempo reale, più precisamente tra le 15:00 e le 17:00 del giorno d'insediamento del presidente degli Stati Uniti.

## Trama
In Sangala (un Paese africano di fantasia) Jack Bauer sta cercando di trovare la pace con se stesso, lavorando come volontario assieme al suo vecchio amico Carl Benton, che ha costruito la scuola Okavango per aiutare gli orfani di guerra. Bauer è stato nel frattempo invitato a presentarsi davanti al Senato degli Stati Uniti, in quanto accusato di aver violato i diritti umani durante alcuni suoi interrogatori, ma si è rifiutato di andare. Contemporaneamente, una misteriosa organizzazione ombra statunitense sta segretamente aiutando il generale Benjamin Juma e la sua milizia a effettuare un colpo di Stato.

## Produzione
L'idea di questo film TV è nata durante lo sciopero degli sceneggiatori 2007-2008, che ha ritardato la messa in onda della settima stagione di 24 di un anno, lasciando un vuoto nella stagione televisiva 2008.
Il film è stato scritto dal produttore esecutivo Howard Gordon, ed è stato diretto dallo storico regista di 24 Jon Cassar. Durante la lavorazione, il titolo provvisorio del film era 24: Exile.
24: Redemption è vagamente ispirato al genocidio del Ruanda del 1994. La maggior parte del film è stata girata fuori da Città del Capo, in Sudafrica, per la difficoltà degli sceneggiatori a ricreare una location africaneggiante negli Stati Uniti d'America.

## Accoglienza

### Pubblico
La prima visione negli Stati Uniti d'America del 23 novembre 2008 è stata seguita da oltre 12 000 000 di telespettatori.

### Critica
Il film ha ricevuto delle recensioni miste: alcune positive, altre hanno invece affermato che il film è stato realizzato soltanto in seguito alle critiche negative ricevute dalla sesta stagione della serie. Alla fine, comunque, tutte hanno lodato il tentativo di mostrare un lato più umano di Jack Bauer.

## Riconoscimenti
- 2008 - Satellite Award
  - Nomination Miglior film per la televisione

- 2009 - American Cinema Editors
  - Miglior montatore per una miniserie e o film per la televisione commerciale

- 2009 - Cinema Audio Society
  - Outstanding Achievement in Sound Mixing for Television Series

- 2009 - Golden Globe
  - Nomination Miglior attore in una mini-serie o film per la televisione a Kiefer Sutherland

- 2009 - Premio Emmy
  - Nomination Migliore attore in una miniserie o film per la televisione a Kiefer Sutherland
  - Nomination Outstanding Music Composition for a Miniseries, Movie or a Special (Original Dramatic Score) a Sean Callery
  - Nomination Outstanding Single Camera Picture Editing for a Miniseries or a Movie
  - Nomination Outstanding Sound Editing for a Miniseries, Movie or a Special
  - Nomination Outstanding Sound Mixing for a Miniseries or a Movie

- 2009 - Screen Actors Guild Award
  - Nomination Miglior attore in una miniserie o film per la televisione a Kiefer Sutherland

- 2009 - Saturn Award
  - Nomination Miglior presentazione televisiva

- 2009 - Casting Society of America
  - Nomination Outstanding Achievement in Casting - Television Movie

- 2009 - NAACP Image Award
  - Nomination Outstanding Television Movie, Mini-Series or Dramatic Special

- 2009 - Television Critics Association
  - Nomination Outstanding Achievement Movies, Mini-Series and Specials

## Edizioni home video
Il film TV è stato pubblicato in DVD negli Stati Uniti il 25 novembre 2008, e in Italia il 18 novembre 2009. L'edizione home video contiene il making of, varie scene eliminate e in versione estesa, un'anteprima di 15 minuti del primo episodio della settima stagione di 24 e un approfondimento sul fenomeno dei bambini soldato.